# Chloraea cylindrostachya
Chloraea cylindrostachya är en orkidéart som beskrevs av Eduard Friedrich Poeppig. Chloraea cylindrostachya ingår i släktet Chloraea och familjen orkidéer. Inga underarter finns listade i Catalogue of Life.

## Bildgalleri

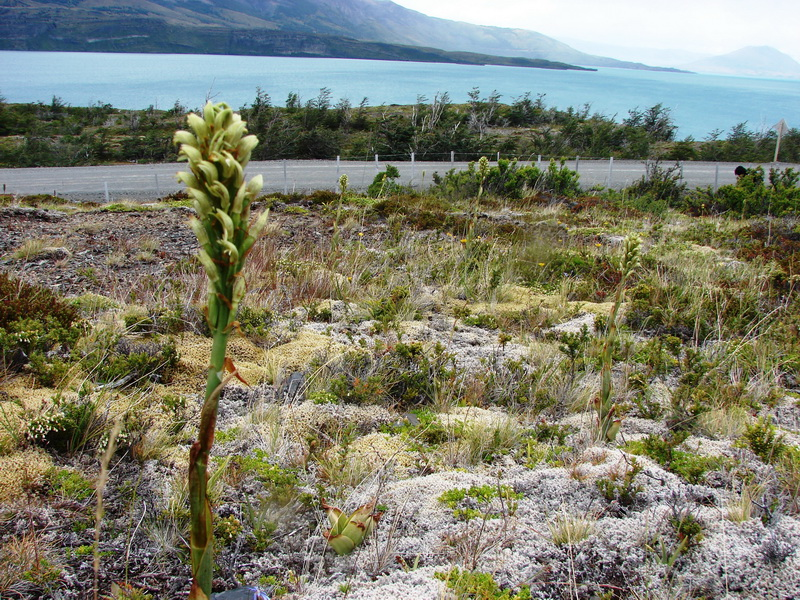
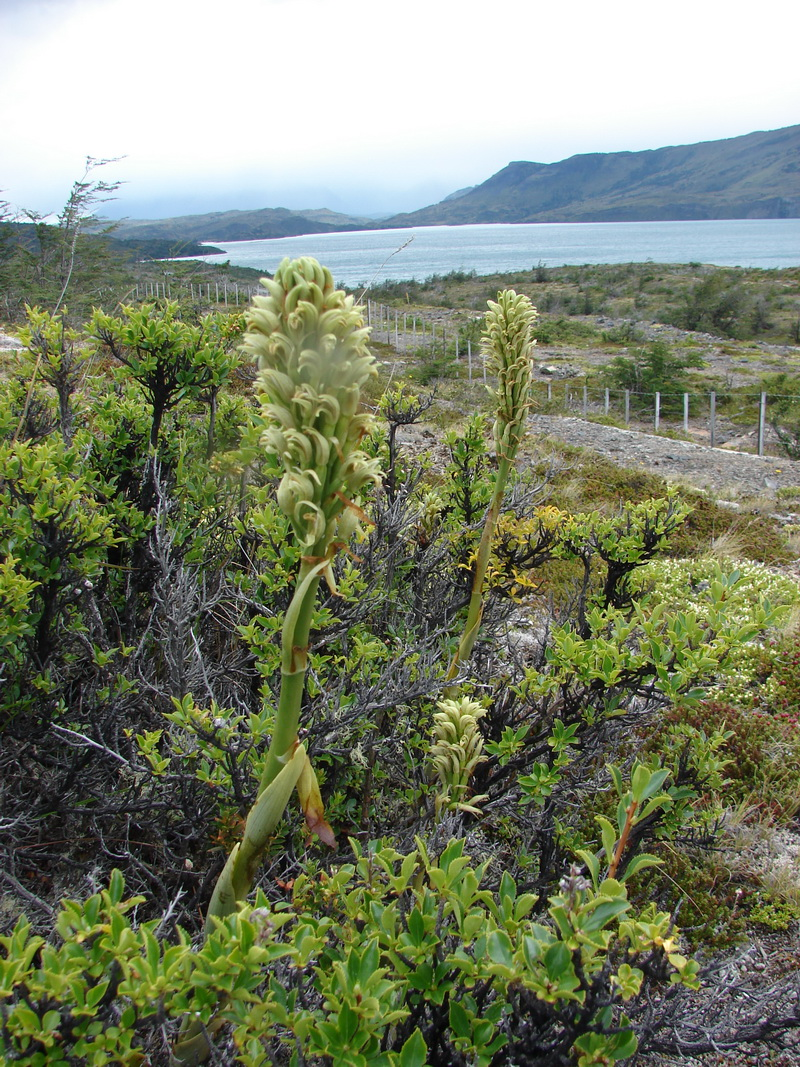
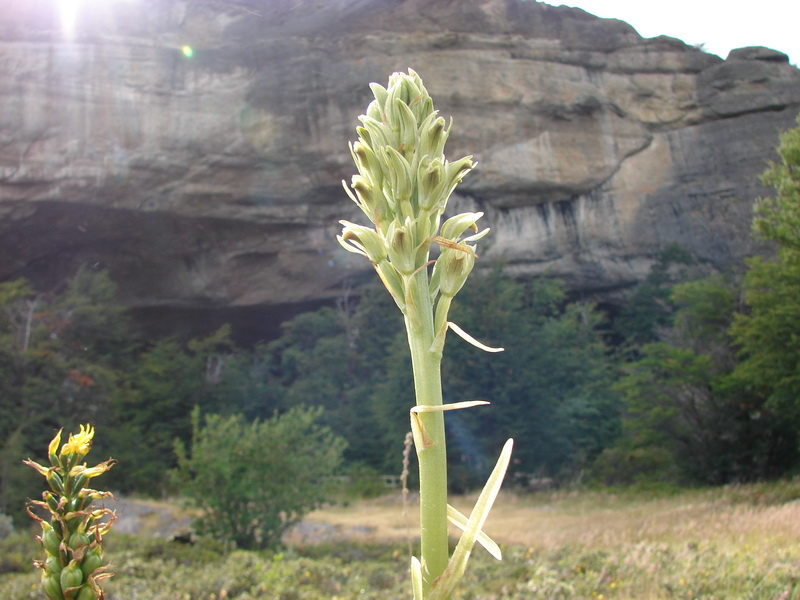
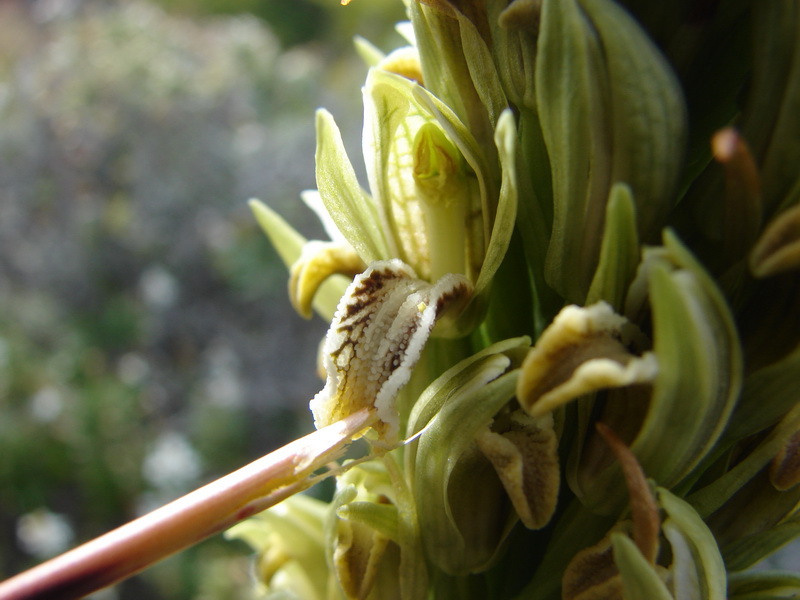